# محمد دسوقي الغاياتي
لواء أركان حرب / محمد دسوقي الغاياتي قائد عسكري مصري، شغل عدة مناصب قيادية بالقوات المسلحة المصرية كان آخرها قائد المنطقة المركزية العسكرية ثم مدير إدارة المخابرات الحربية والاستطلاع وعقب خروجه من الخدمة تولى منصب محافظ شمال سيناء.

## التأهيل العلمي والعسكري
- تخرج في الكلية الحربية عام 1958 كضابط مشاة.
- دبلوم الدراسات العسكرية - كلية القادة والأركان.
- زمالة كلية الحرب العليا - أكاديمية ناصر العسكرية العليا.
- كلية الحرب العليا من الولايات المتحدة.

## حياته المهنية
- شغل الوظائف والمواقع الرئيسية بالقوات المسلحة.
- مدرس بمدرسة المشاة.
- قائد اللواء 135 مشاة.
- رئيس أركان الفرقة الثانية مشاة.
- قائد الفرقة الثانية مشاة ميكانيكي.
- رئيس أركان المنطقة المركزية العسكرية.
- قائد المنطقة المركزية العسكرية.
- مدير إدارة المخابرات الحربية والاستطلاع.
- محافظ شمال سيناء.

## الأوسمة والأنواط والميداليات
- ميدالية الخدمة الطويلة والقدوة الحسنة.
- نوط الخدمة الممتازة.